# Peso-meio-pesado (MMA)

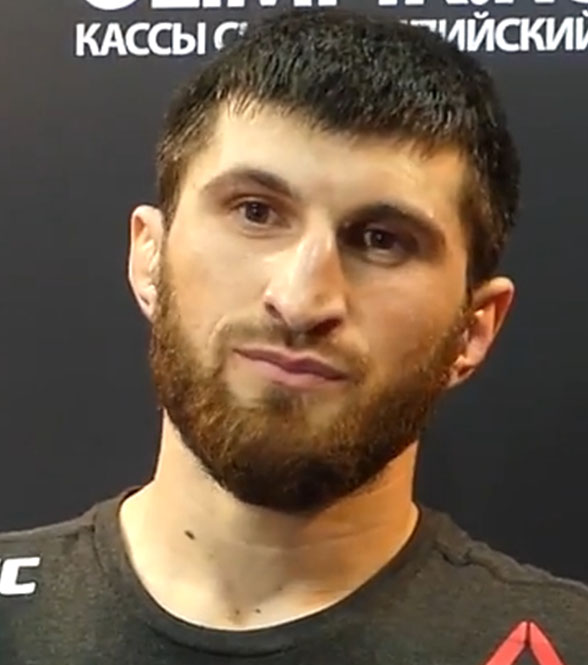
Magomed Ankalaev, atual campeão peso-meio-pesado do UFC, que conquistou o título em 2025 no UFC 313.

A categoria peso-meio-pesado nas artes marciais mistas (MMA) contém diferentes classes de peso.
- O peso-meio-pesado do Ultimate Fighting Championship varia de 186–205 lb (84,37–92,99 kg).
- A divisão peso-meio-pesado do ONE Championship (também conhecida como peso-cruzador) tem um limite superior de 102,1 kg (225,1 lb).
- A divisão peso-meio-pesado do Road FC estabelece o limite superior em 205 lb (93 kg).

Peso-meio-pesado é uma categoria de peso nas artes marciais mistas, que geralmente se refere a competidores pesando de 186–205 lb (84–93 kg). Ela se situa entre a divisão mais leve dos pesos-médios e a divisão dos pesos-pesados. O limite do peso-meio-pesado, conforme definido pela Comissão Atlética do Estado de Nevada e pela Associação de Comissões de Boxe, é de 206 lb (93 kg).

## Campeões profissionais

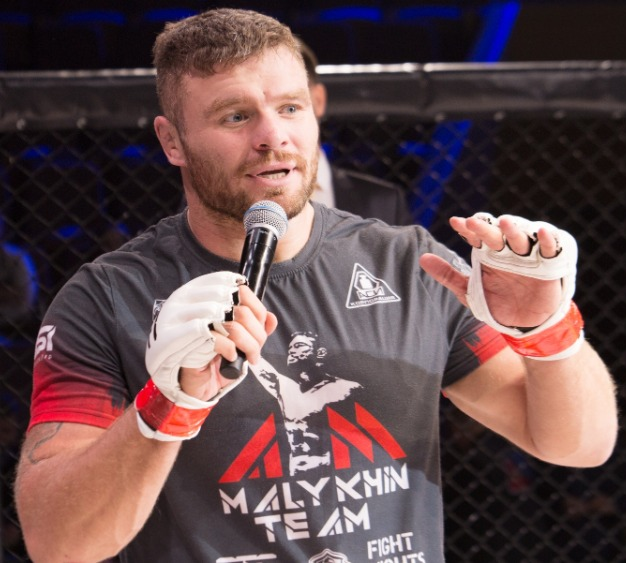
Anatoly Malykhin, ex-campeão peso-pesado e atual campeão dos pesos meio-pesado e médio do ONE Championship, o primeiro e único atleta na história das grandes promoções de MMA a deter simultaneamente títulos em três categorias de peso.

### Campeões atuais
Esta tabela foi atualizada pela última vez em junho de 2025.
| Organização      | Início do Reinado      | Campeão              | Cartel     | Defesas |
| ---------------- | ---------------------- | -------------------- | ---------- | ------- |
| UFC              | 8 de março de 2025     | Magomed Ankalaev     | 20–1–1 (1) | 0       |
| ONE Championship | 23 de junho de 2023    | Anatoly Malykhin     | 14-1       | 0       |
| Rizin FF         | Vago                   | Vago                 | Vago       | Vago    |
| ACA              | 15 de dezembro de 2024 | Adlan Ibragimov      | 9-2        | 0       |
| KSW              | 15 de janeiro de 2022  | Rafał Haratyk        | 20-5-2     | 1       |
| Cage Warriors    | 15 de novembro de 2024 | James Webb           | 12-5-1     | 1       |
| Oktagon          | 29 de dezembro de 2024 | Will Fleury          | 14-3       | 0       |
| Brave CF         | 7 de junho de 2025     | Mohammad Fakhreddine | 18-5       | 0       |